# Hadjalli (Tartar)
Hadjalli est un village de la région de Tərtər en Azerbaïdjan.

## Géographie
Le village de Hadjalli de la région de Tərtər est situé dans la circonscription administrative du village de Soyoulan.

## Économie
La principale occupation de la population du village de Hadjalli est l'élevage et l'agriculture.